# Еталона
Еталона — річка на півострові Камчатка в Росії.
Довжина річки — 39 км. Протікає територією Тигільського району Камчатського краю. Бере витік зі східних схилів невисоких гір Плоскі, протікає в меридіональному напрямку заболоченою низовиною, впадає в затоку Шеліхова Охотського моря.
Притоки: Кангора.
Назва в перекладі з коряцької Этголагон — «місце, де знайшли гусей».

## Дані водного реєстру
За даними державного водного реєстру Росії відноситься до Анадир-Колимського басейнового округу.
За даними геоінформаційної системи водогосподарського районування території РФ, підготовленої Федеральним агентством водних ресурсів:
- Код водного об'єкта в державному водному реєстрі — 19080000112120000035962
- Код за гідрологічною вивченістю (ГВ) — 120003596
- Номер тому з ГВ — 20
- Випуск за ГВ — 0